# رادکرسبورگ اومگبونگ
رادکرسبورگ اومگبونگ (به آلمانی: Radkersburg Umgebung) یک منطقهٔ مسکونی در اتریش است که در زودوست‌اشتایرمارک واقع شده‌است. رادکرسبورگ اومگبونگ ۲۷٫۷۶ کیلومتر مربع مساحت دارد ۲۱۰ متر بالاتر از سطح دریا واقع شده‌است.